# Liga Mexicana del Pacífico
Die Liga Mexicana del Pacífico (LMP) (deu. Mexikanische Pazifik Liga) oder auch Mexican Winter League genannt ist eine Baseballliga in Mexiko. Sie ist die zweitwichtigste mexikanische Profiliga, mit einer Spielzeit von Oktober bis Januar, also eine Wintersaison. Der Meister spielt im Anschluss als mexikanischer Vertreter bei der Serie del Caribe mit.

## Aktuelle Teams
Teams 2020/21:
| Mannschaft               | Ort                  | Bundesstaat     |
| ------------------------ | -------------------- | --------------- |
| Tomateros de Culiacán    | Culiacán             | Sinaloa         |
| Algodoneros de Guasave   | Guasave              | Sinaloa         |
| Naranjeros de Hermosillo | Hermosillo           | Sonora          |
| Venados de Mazatlán      | Mazatlán             | Sinaloa         |
| Águilas de Mexicali      | Mexicali             | Baja California |
| Cañeros de Los Mochis    | Los Mochis           | Sinaloa         |
| Mayos de Navojoa         | Navojoa              | Sonora          |
| Yaquis de Obregón        | Ciudad Obregón       | Sonora          |
| Charros de Jalisco       | Guadalajara (Mexiko) | Jalisco         |
| Sultanes de Monterrey    | Monterrey            | Nuevo León      |

## Ehemalige Teams
- Potros de Tijuana (1977–91[1]) ab 2010 als Tijuana Cimarrones in der GBL
- Ostioneros de Guaymas
- Rieleros de Empalme
- Charros de Guadalajara

## Spielsystem
Die acht Mannschaften spielen zwei getrennt gewertete Saisonhälften mit 35 Spielen in der ersten und 33 in der zweiten Hälfte. Für die Platzierungen in einer Saisonhälfte gibt es ein Punktsystem mit 8 Punkten für den Ersten bis 3 für den Achten. Aufgrund dieser Punkte qualifizieren sich die besten sechs Mannschaften für die Play-offs. Aus den 3 Paarungen der ersten Play-off-Runde erreichen die 3 Sieger und der beste Verlierer das Halbfinale. Deren Sieger ermitteln im Finale Ende Januar den Meister.

## Geschichte

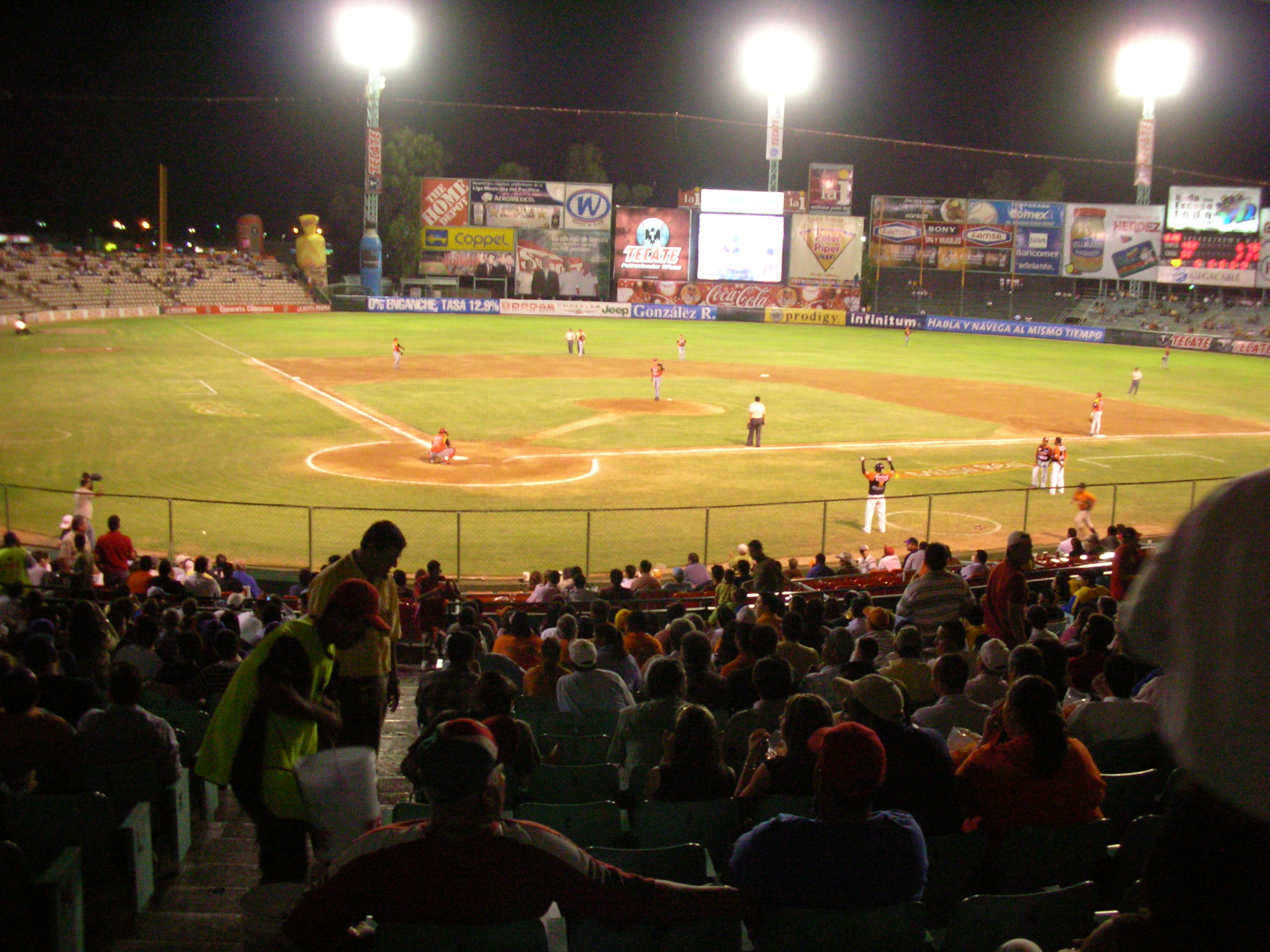
Estadio De Beisbol Héctor Espino, das Stadion der Naranjeros de Hermosillo

Die Liga Mexicana del Pacífico wurde 1945 in Hermosillo, Sonora, mit vier Teams als Liga de la Costa del Pacífico gegründet. Die Gründerclubs waren: Queliteros de Hermosillo, Venados de Mazatlán, Ostioneros de Guaymas und Tacuarineros de Culiacán.
Ab 1958 hieß die Liga Liga Invernal de Sonora und bestand aus folgenden vier Teams: Naranjeros de Hermosillo, Ostioneros de Guaymas, Rojos de Ciudad Obregón und Rieleros de Empalme.
1965 wurde die Liga abermals zu Liga Sonora-Sinaloa umbenannt. Die Liga wurde mit zwei ehemaligen Teams ergänzt: den Tomateros de Culiacán und den Venados de Mazatlán.
1970 bekam die Liga ihren aktuellen Namen: Liga Mexicana del Pacífico (LMP) und konnte ihr jeweiliges Meister-Team jährlich zur neugeordneten Serie del Caribe schicken.

## Meister
1945–46 bis 1957–58: Liga de la Costa del Pacífico

1958–59 bis 1964–65: Liga Invernal de Sonora

1965–66 bis 1969–70: Liga Sonora-Sinaloa

seit 1970–71: Liga Mexicana del Pacífico
| Saison  | Meister                   |
| ------- | ------------------------- |
| 1945–46 | Venados de Mazatlán       |
| 1946–47 | Presidentes de Hermosillo |
| 1947–48 | Ostioneros de Guaymas     |
| 1948–49 | Tacuarineros de Culiacán  |
| 1949–50 | Tacuarineros de Culiacán  |
| 1950–51 | Ostioneros de Guaymas     |
| 1951–52 | Tacuarineros de Culiacán  |
| 1952–53 | Venados de Mazatlán       |
| 1953–54 | Venados de Mazatlán       |
| 1954–55 | Venados de Mazatlán       |
| 1955–56 | Naranjeros de Hermosillo  |
| 1956–57 | Naranjeros de Hermosillo  |
| 1957–58 | Venados de Mazatlán       |
| 1958–59 | Ostioneros de Guaymas     |
| 1959–60 | Ostioneros de Guaymas     |
| 1960–61 | Naranjeros de Hermosillo  |
| 1961–62 | Naranjeros de Hermosillo  |
| 1962–63 | Ostioneros de Guaymas     |
| 1963–64 | Naranjeros de Hermosillo  |
| 1964–65 | Ostioneros de Guaymas     |
| 1965–66 | Yaquis de Ciudad Obregón  |
| 1966–67 | Tomateros de Culiacán     |
| 1967–68 | Ostioneros de Guaymas     |
| 1968–69 | Cañeros de Los Mochis     |

| Saison  | Meister                  |
| ------- | ------------------------ |
| 1969–70 | Tomateros de Culiacán    |
| 1970–71 | Naranjeros de Hermosillo |
| 1971–72 | Algodoneros de Guasave   |
| 1972–73 | Yaquis de Ciudad Obregón |
| 1973–74 | Venados de Mazatlán      |
| 1974–75 | Naranjeros de Hermosillo |
| 1975–76 | Naranjeros de Hermosillo |
| 1976–77 | Venados de Mazatlán      |
| 1977–78 | Tomateros de Culiacán    |
| 1978–79 | Mayos de Navojoa         |
| 1979–80 | Naranjeros de Hermosillo |
| 1980–81 | Yaquis de Ciudad Obregón |
| 1981–82 | Naranjeros de Hermosillo |
| 1982–83 | Tomateros de Culiacán    |
| 1983–84 | Cañeros de Los Mochis    |
| 1984–85 | Tomateros de Culiacán    |
| 1985–86 | Águilas de Mexicali      |
| 1986–87 | Venados de Mazatlán      |
| 1987–88 | Potros de Tijuana        |
| 1988–89 | Águilas de Mexicali      |
| 1989–90 | Naranjeros de Hermosillo |
| 1990–91 | Potros de Tijuana        |
| 1991–92 | Naranjeros de Hermosillo |
| 1992–93 | Venados de Mazatlán      |

| Saison  | Meister                  |
| ------- | ------------------------ |
| 1993–94 | Naranjeros de Hermosillo |
| 1994–95 | Naranjeros de Hermosillo |
| 1995–96 | Tomateros de Culiacán    |
| 1996–97 | Tomateros de Culiacán    |
| 1997–98 | Venados de Mazatlán      |
| 1998–99 | Águilas de Mexicali      |
| 1999–00 | Mayos de Navojoa         |
| 2000–01 | Naranjeros de Hermosillo |
| 2001–02 | Tomateros de Culiacán    |
| 2002–03 | Cañeros de Los Mochis    |
| 2003–04 | Tomateros de Culiacán    |
| 2004–05 | Venados de Mazatlán      |
| 2005–06 | Venados de Mazatlán      |
| 2006–07 | Naranjeros de Hermosillo |
| 2007–08 | Yaquis de Obregón        |
| 2008–09 | Venados de Mazatlán      |
| 2009–10 | Naranjeros de Hermosillo |
| 2010–11 | Yaquis de Obregón        |
| 2011–12 | Yaquis de Obregón        |
| 2012–13 | Yaquis de Obregón        |
| 2013–14 | Naranjeros de Hermosillo |
| 2014–15 | Tomateros de Culiacán    |

| Saison  | Finalserie                                           |
| ------- | ---------------------------------------------------- |
| 2015–16 | Venados de Mazatlán – Águilas de Mexicali 4–1        |
| 2016–17 |                                                      |
| 2017–18 |                                                      |
| 2018–19 |                                                      |
| 2019–20 | Tomateros de Culiacán – Venados de Mazatlán 4–3      |
| 2020–21 | Tomateros de Culiacán – Naranjeros de Hermosillo 4–3 |
| 2021–22 | Charros de Jalisco – Tomateros de Culiacán 4–3       |
| 2022–23 | Cañeros de Los Mochis – Algodoneros de Guasave 4–2   |
| 2023–24 |                                                      |
| 2024–25 | Charros de Jalisco - Tomateros de Culiacán 4-2       |

Meister von 1945 bis 1958
- Mazatlán (Antiguos Venados): 5 (1946, 1953, 1954, 1955, 1958)
- Culiacán (Tacuarineros): 5 (1949, 1950, 1951 1952, 1956)
- Hermosillo (Queliteros/Presidentes/Naranjeros): 2 (1947, 1957)
- Guaymas (Antiguos Ostioneros): 1 (1948)

Meister von 1959 bis 2015
- Naranjeros de Hermosillo: 16 (1961, 1962, 1964, 1971, 1975, 1976, 1980, 1982, 1990, 1992, 1994, 1995, 2001, 2007, 2010, 2014)
- Tomateros de Culiacán: 10 (1967, 1970, 1978, 1983, 1985, 1996, 1997, 2002, 2004, 2015)
- Venados de Mazatlán: 8 (1974, 1977, 1987, 1993, 1998, 2005, 2006, 2009)
- Yaquis de Obregón: 7 (1966, 1973, 1981, 2008, 2011, 2012, 2013)
- Ostioneros de Guaymas: 5 (1959, 1960, 1963, 1965, 1968)
- Águilas de Mexicali: 3 (1986, 1989, 1999)
- Cañeros de Los Mochis: 3 (1969, 1984, 2003)
- Mayos de Navojoa: 2 (1979, 2000)
- Potros de Tijuana: 2 (1988, 1991)
- Algodoneros de Guasave: 1 (1972)

Titel in der Caribbean Series
| Mannschaft               | CS-Titel |
| ------------------------ | -------- |
| Tomateros de Culiacán    | 2        |
| Yaquis de Obregón        | 2        |
| Naranjeros de Hermosillo | 2        |
| Águilas de Mexicali      | 1        |
| Venados de Mazatlán      | 1        |

## Berühmte MLB-Spieler in der LMP
Eine Vielzahl von MLB-Spielern haben schon einmal in der 'mexikanischen Winterliga' gespielt. Einige spielten dort, um sich für ihre Promotion in die MLB zu empfehlen, einige spielen und spielten dort in der MLB-Winterpause und wiederum andere spielten dort am Ende ihrer MLB-Karriere.
MLB-Spieler in der Liga Mexicana del Pacífico (LMP Klub, Spielzeit LMP und Geburtsort):

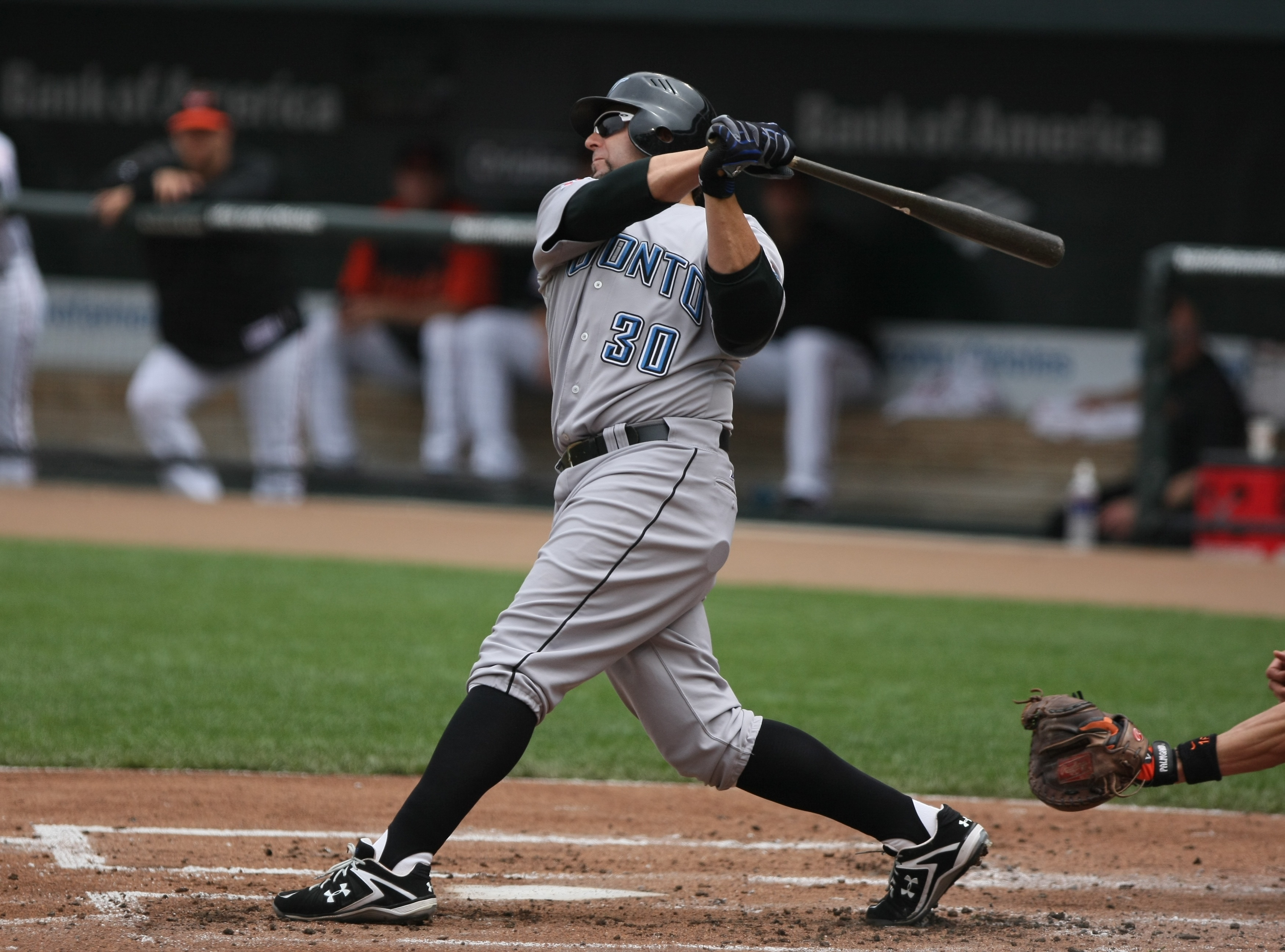
Kevin Millar am Schlag für die Toronto Blue Jays in der Saison 2009

- Alfredo Aceves – Tomateros de Culiacán – 2007–08 (San Luis Rio Colorado, Sonora)
- Alfredo Amézaga – Yaquis de Ciudad Obregón – 2001–02 (Ciudad Obregón, Sonora)
- Dimitri Young – Naranjeros de Hermosillo – 1994–95 (Vicksburg, Mississippi)
- Kevin Millar – Mayos de Navojoa – 1995–98 (Los Angeles, California)
- Ben Francisco – Tomateros de Culiacán – 2006–07 (Los Angeles, California)
- Jorge Cantú – Tomateros de Culiacán – 2004–05 (Reynosa, Tamaulipas)
- Kevin Youkilis – Mayos de Navojoa – 2003–04 (Cincinnati, Ohio)
- Mike Piazza  – Águilas de Mexicali – 1991–92 (Phoenixville, Pennsylvania)
- Vicente Padilla – Tomateros de Culiacán – 2001–02 (Chinandega, Nicaragua)
- Curt Schilling – Naranjeros de Hermosillo – 1988–89 (Anchorage, Alaska)
- Matt Stairs – Mayos de Navojoa – 1991–97 (Saint John, New Brunswick)
- Freddy Sanchez – Mayos de Navojoa – 2002–03 (Hollywood, California)
- Vinny Castilla – Yaquis de Obregón – 1988–90/89-99 – Tomateros de Culiacán – 2001–02/2007–09 – Naranjeros de Hermosillo – 1994–95/2009–10 (Oaxaca, Oaxaca)